# Dionysus in '69
Dionis în '69 (titlu original: Dionysus in '69) este un film american din 1970 regizat de Brian De Palma, Robert Fiore și Bruce Rubin bazat pe Bachantele de Euripide. Filmul este o înregistrare pe scenă a grupului The Performance Group. Rolurile principale au fost interpretate de actorii Remi Barclay (Corul), William Finley ca Dionis și Samuel Blazer (Corifeu). A fost înscris la cel de-al 20-a ediție a Festivalului Internațional de Film de la Berlin.

## Prezentare
Tragedia se bazează pe mitul grecesc al regelui Penteu din Teba și al mamei sale, Agave, și pe pedepsirea lor de către zeul Dionisos (vărul lui Penteu). Bachantele este considerată nu doar una dintre cele mai reușite tragedii ale lui Euripide, ci și una dintre cele mai importante scrise vreodată, moderne sau antice.

## Distribuție
- Remi Barclay - Corul/Rolul său

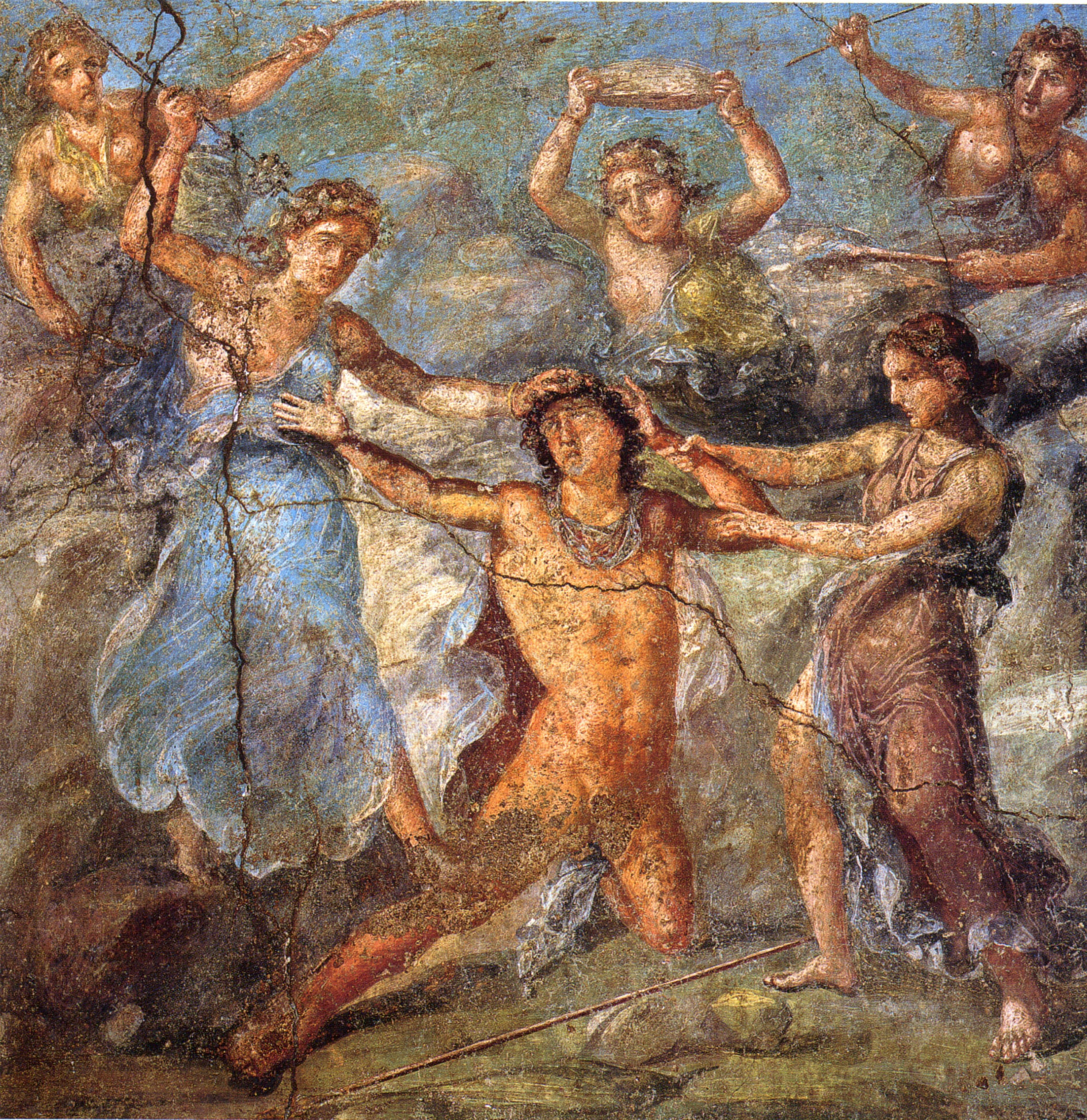
Frescă din Pompeii cu Penteu sfâșiat de bachante.

- Samuel Blazer - Corifeu/Corul/Rolul său
- Jason Bosseau - Mesagerul/Corul/Rolul său
- Richard Dia - Cadmus/Corul/Rolul său
- William Finley - Dionis/Corul/Rolul său
- Joan MacIntosh - Agave mama lui Penteu/Corul/Rolul său
- Vicki May - Corul/Rolul său
- Patrick McDermott - Tiresias/Corul/Rolul său
- Margaret Ryan - Corul/Rolul său
- Will Shepherd - Penteu, regele Tebei/Corul/Rolul său
- Ciel Smith - Agave/Corul/Rolul său